# 4902 Thessandrus
4902 Thessandrus è un asteroide troiano di Giove del campo greco. Scoperto nel 1989, presenta un'orbita caratterizzata da un semiasse maggiore pari a 5,2048349 UA e da un'eccentricità di 0,0419370, inclinata di 9,07236° rispetto all'eclittica.
L'asteroide è dedicato a Tessandro, re di Tebe. Al medesimo personaggio è dedicato anche l'asteroide 9817 Thersander.